# 福特Telstar
福特Telstar（英语：Ford Telstar）是由福特汽車亞洲部門與日本馬自達汽車共同開發的中型轎車及家庭房車，用以取代福特Cortina車系主打亞洲及大洋洲市場的中產階級客層，於日本及東南亞、大洋洲都有銷售，1982年開始生產，直至2001年停止生產，由福特蒙迪歐（Mondeo）取代，車體本身以馬自達626為藍本，並重新設計車身外觀。臺灣福特六和汽車正式翻譯為「天王星」，在港澳的正式翻譯則為「天皇星」。此款車在日本及東南亞、大洋洲市場的對手為日產Bluebird、三菱Galant、豐田Camry、本田Accord、速霸陸Legacy、現代Sonata、大宇Espero。

## 歷史

### 第一代AR/AS型系（1982年-1987年）
1982年10月第一代Telstar上市（澳洲福特代號AR），目的是設為福特Cortina（臺灣市場稱為福特跑天下）車系在亞洲及大洋洲市場的後繼車型，採用了馬自達GC中型車平台，為該公司第一款採用FF方式的中型轎車。其車體本身以第四代馬自達626/Capella (GC)為藍本，由福特亞太研發中心負責重新設計車身外觀，日本市場並交由馬自達代工生產，銷售通路渠道為福特的Autorama經銷商體系，為福特在亞洲及大洋洲市場的戰略車種。
動力心臟為1.6L直列四缸SOHCF6型引擎、2.0L直列四缸SOHC FE型引擎與2.0L直列四缸SOHCFET型渦輪增壓引擎；共同搭配的變速箱則有三速自動排檔、四速手動排檔及五速手動排檔等三種供消費者選擇。車款方面有四門轎車及五門斜背車兩種，其中五門斜背車款名為TX5，內裝方面特別強調座椅的多元化機能，前排座椅包覆性佳，並具有頭枕、椅背、椅側、椅座等十向調整功能。後排座椅則可六四分離，全部摺疊攤平後更可與後行李車廂相連，產生多樣化的置物空間。
臺灣市場方面，福特六和汽車於1983年即在臺灣組裝第一代Telstar，以「天王星」為名正式在臺灣銷售，並請來知名歌星崔苔菁擔任代言人拍攝電視及平面廣告，打響其名號。而在臺灣國產化的動力版本則搭配1.8及2.0升直列四缸SOHC引擎，車型共分成GL/Ghia兩個等級，並擁有四門轎車與五門掀背車TX5兩種車款，共同搭配的變速箱則有三速自動排檔、四速手動排檔及五速手動排檔等三種供消費者選擇。此車系在臺灣一推出銷售成績頗佳，並同時攻佔臺灣計程車及警用車輛市場，也奠定了日後福特六和汽車銷售六連霸的基礎。

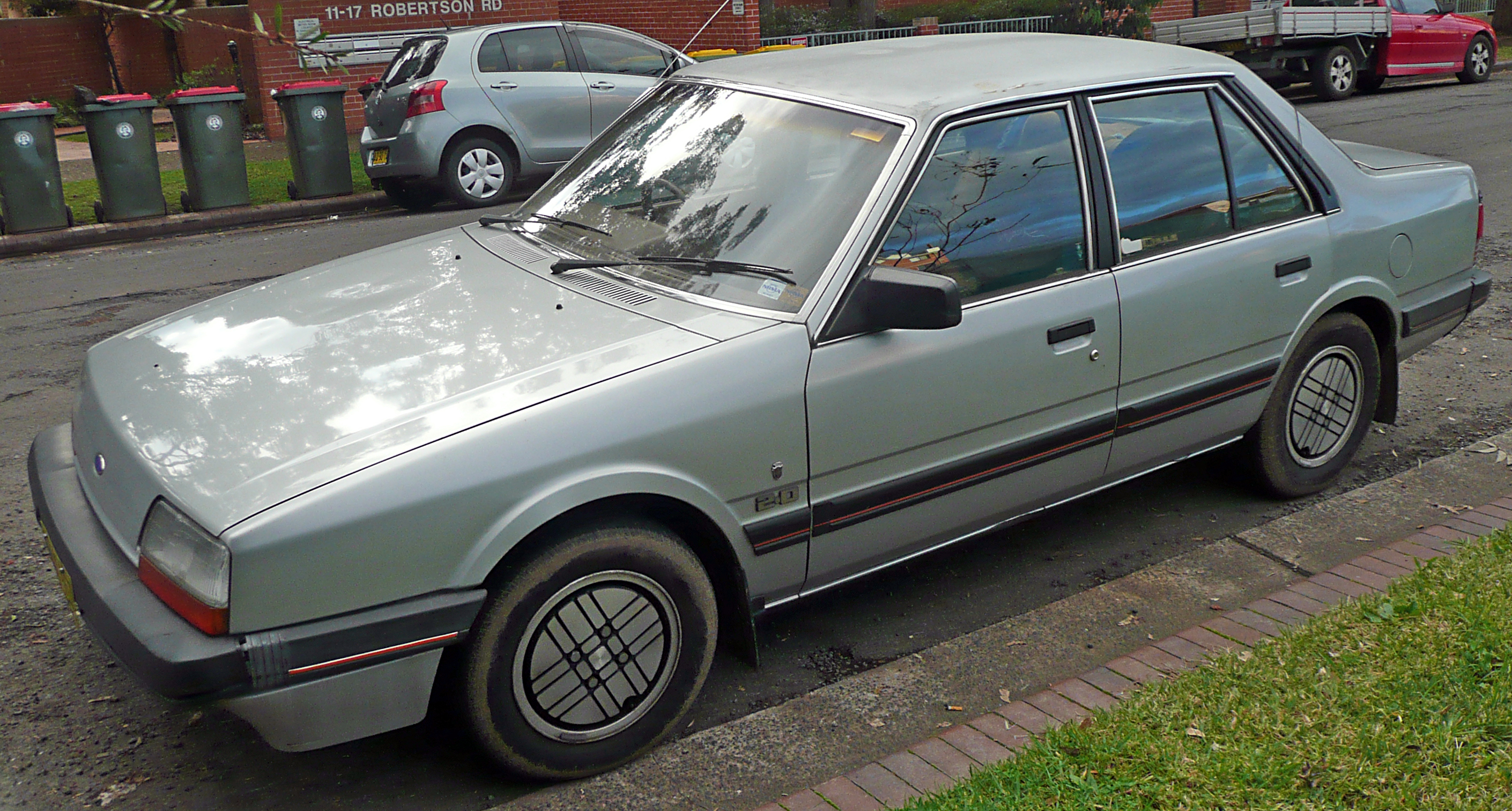
第一代福特Telstar AR型系Ghia四門轎車型前期車側(澳洲樣式)
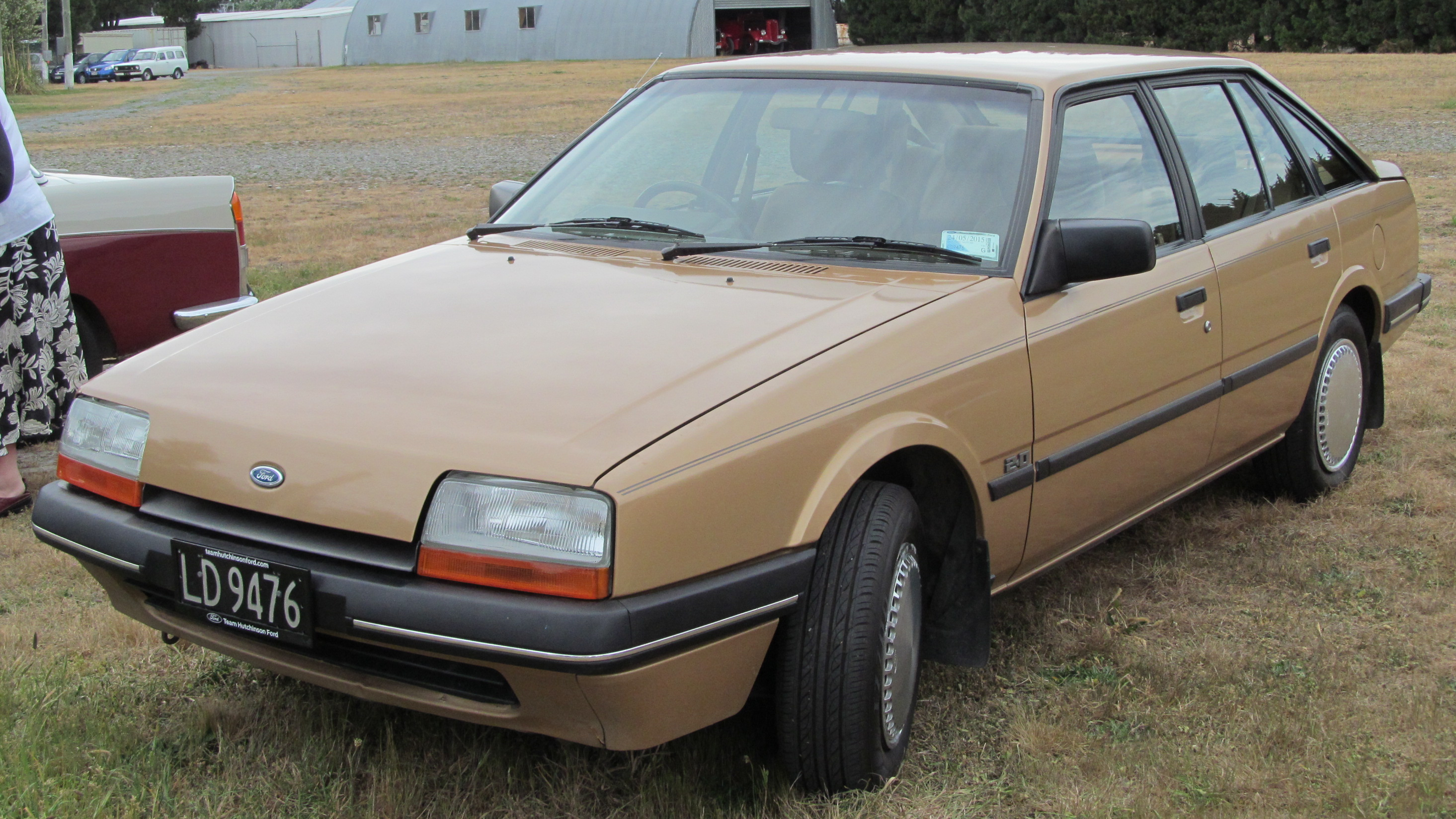
第一代福特Telstar AR型系TX5五門斜背車前期車頭(澳洲樣式)
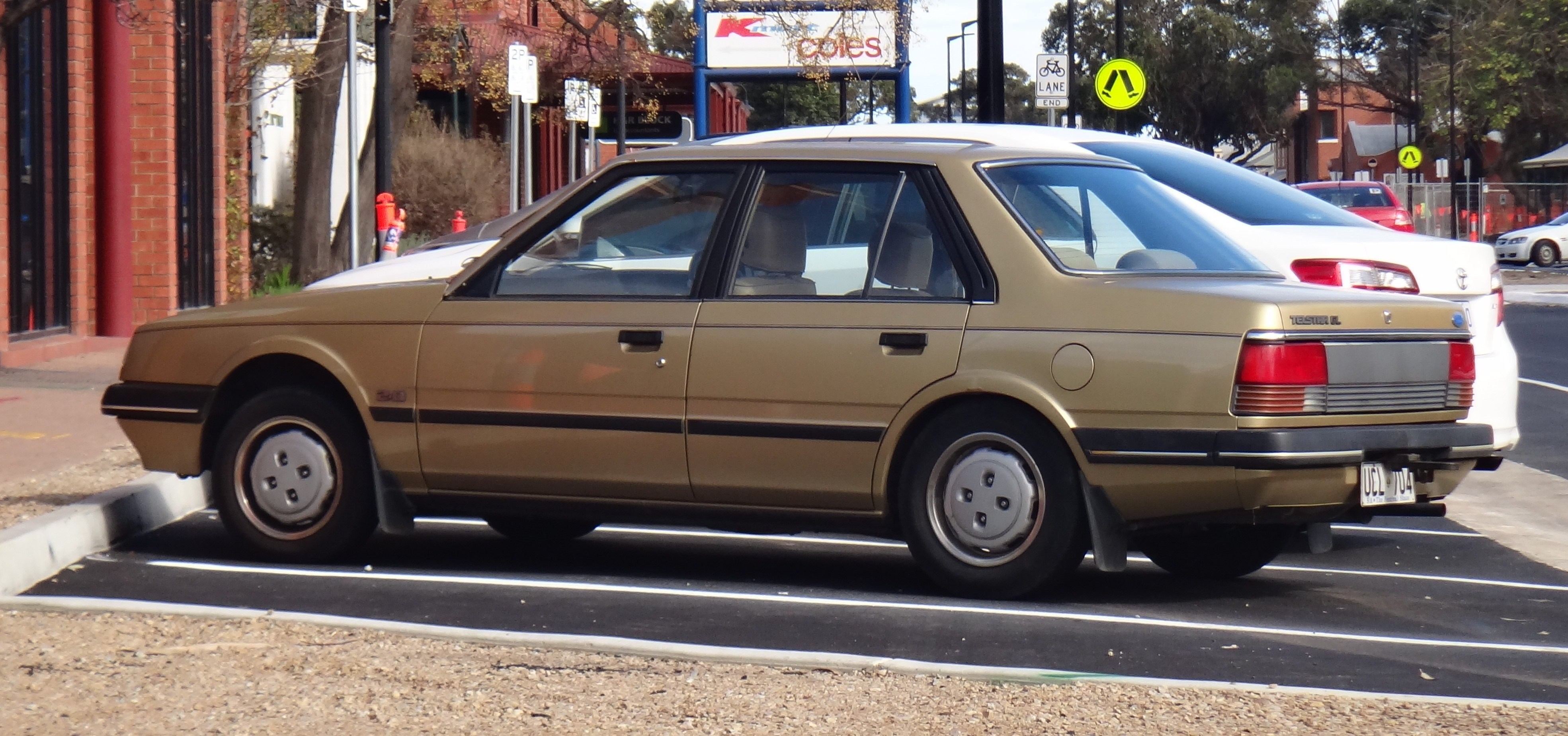
第一代福特Telstar AR型系GL四門轎車型前期車側(澳洲樣式)
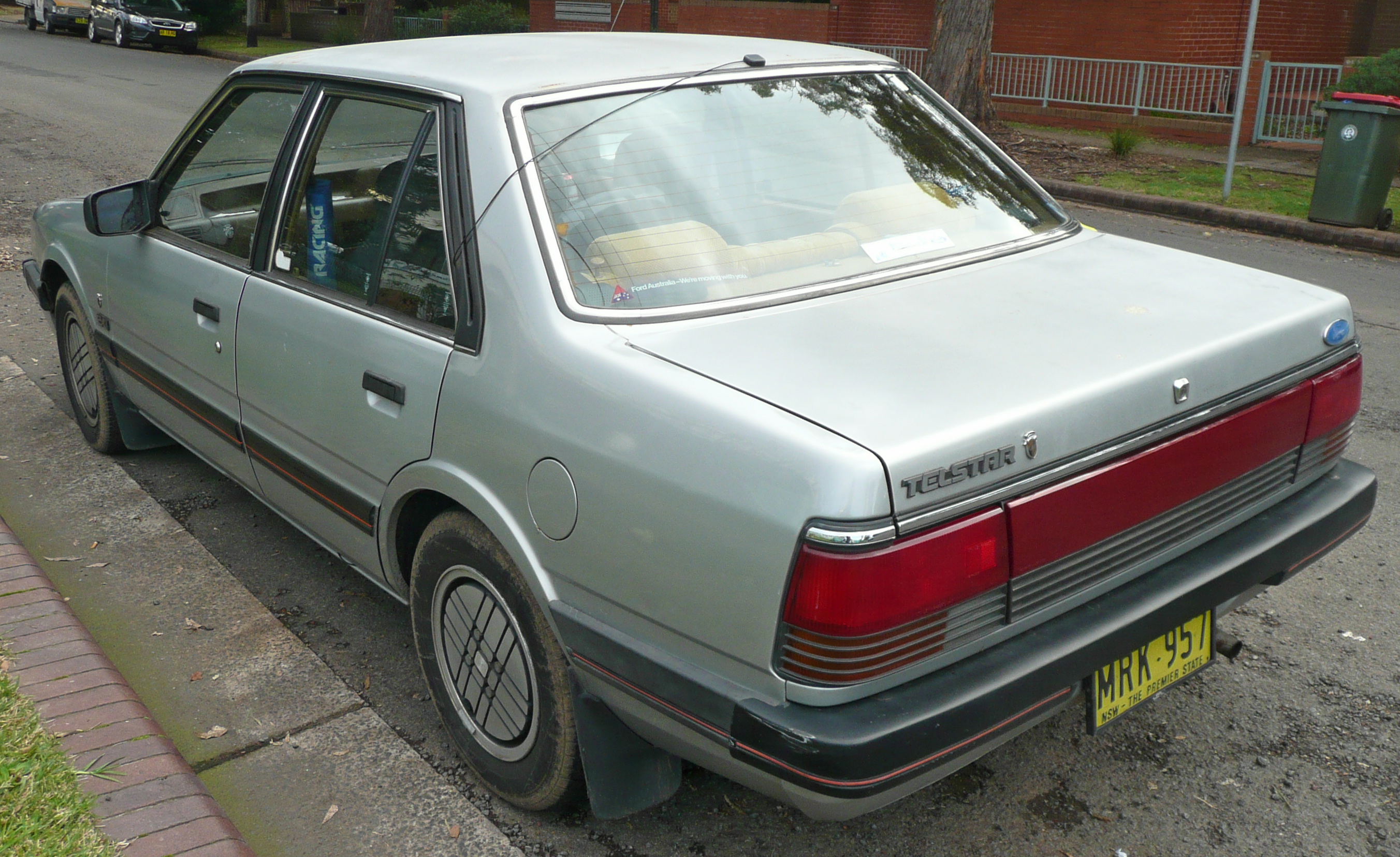
第一代福特Telstar AR型系Ghia前期車尾(澳洲樣式)
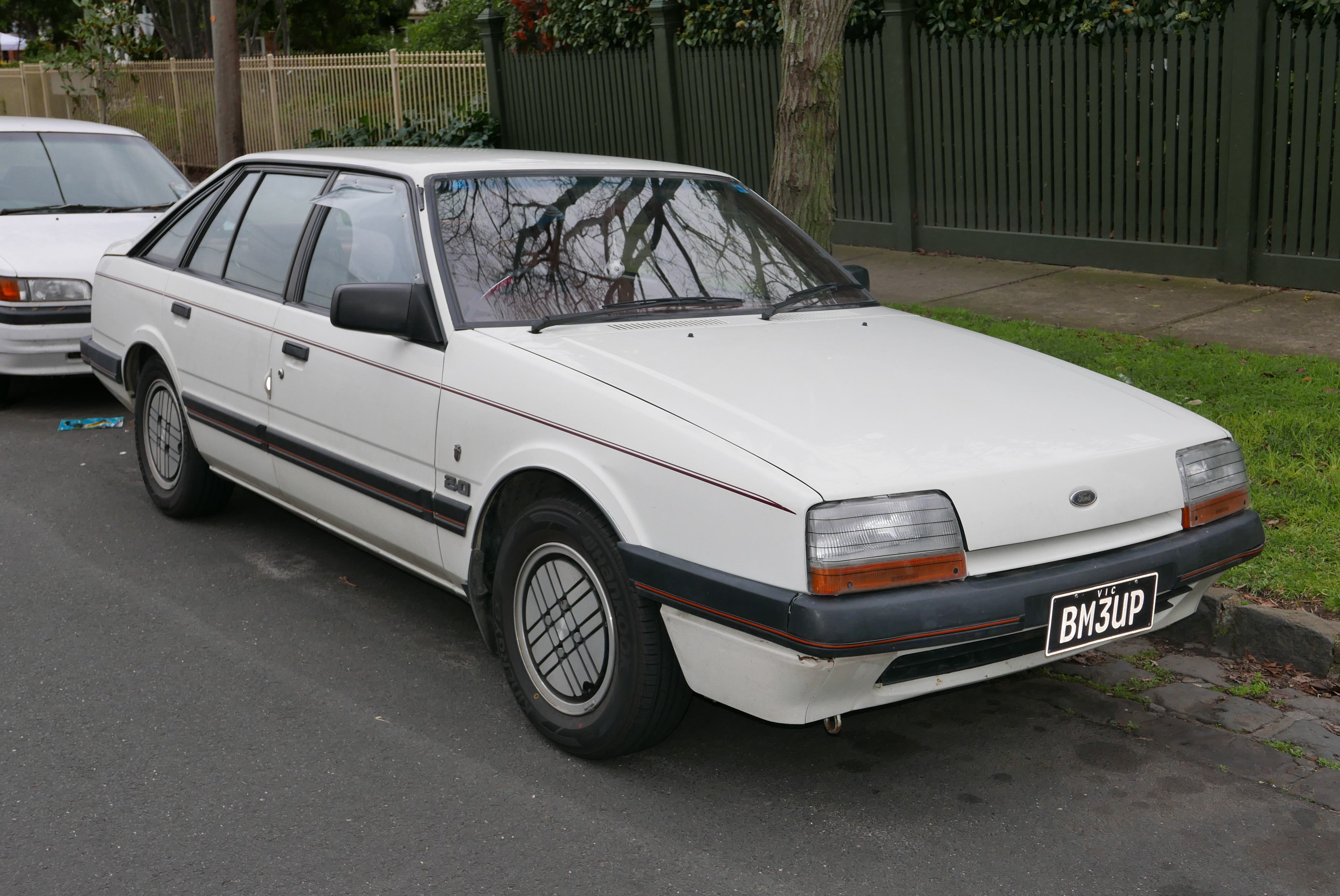
第一代福特Telstar AR型系TX5 Ghia五門斜背車前期車頭(澳洲樣式)
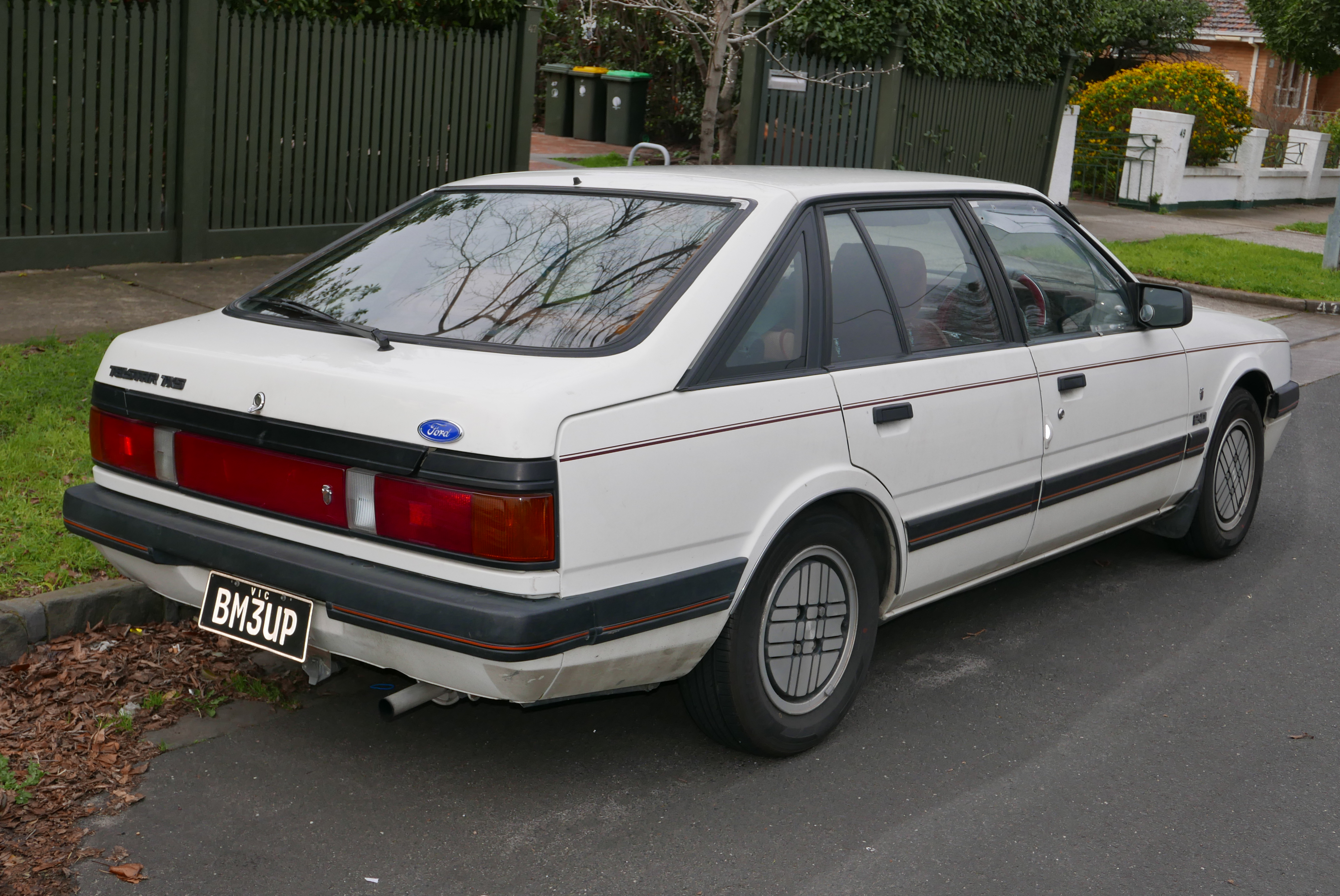
第一代福特Telstar AR型系TX5 Ghia五門斜背車前期車尾(澳洲樣式)
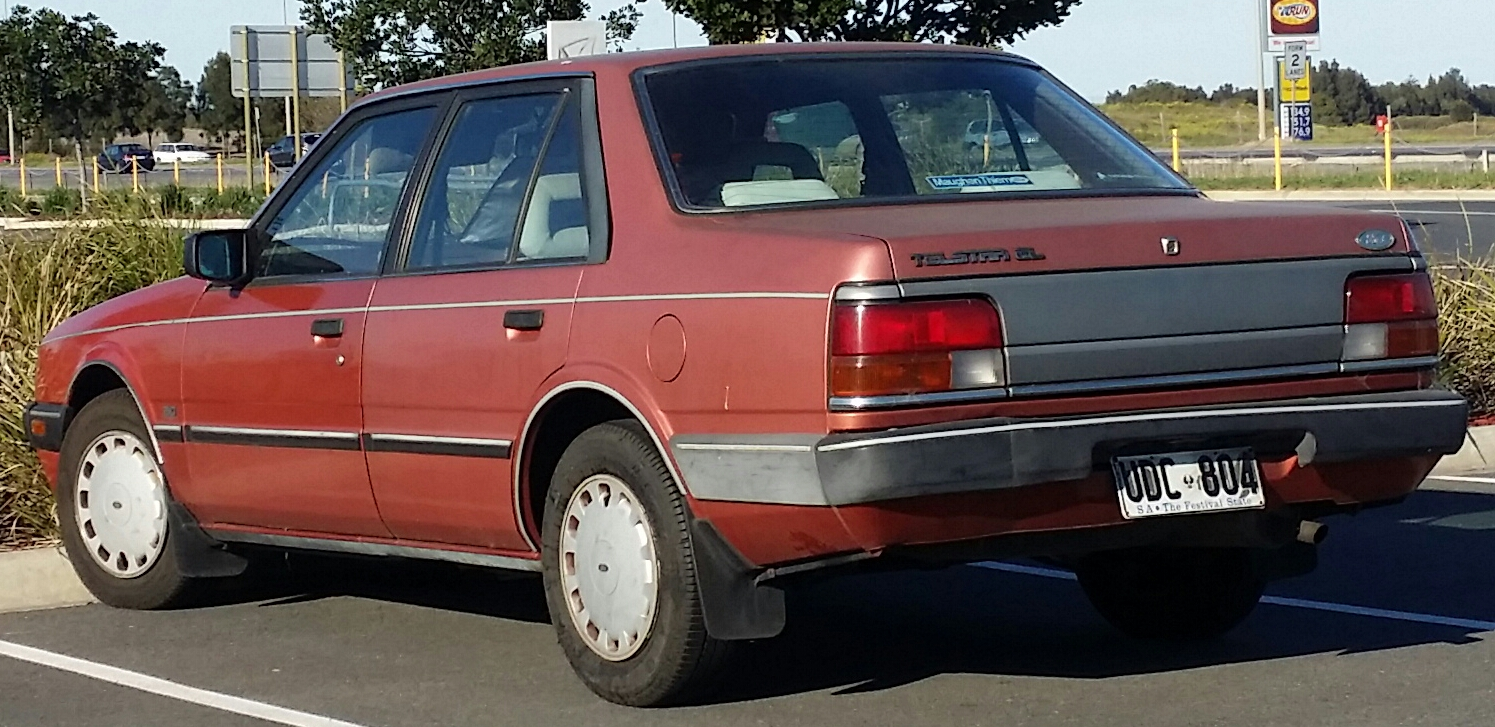
第一代福特Telstar AS型系GL四門轎車型後期車尾(澳洲樣式)
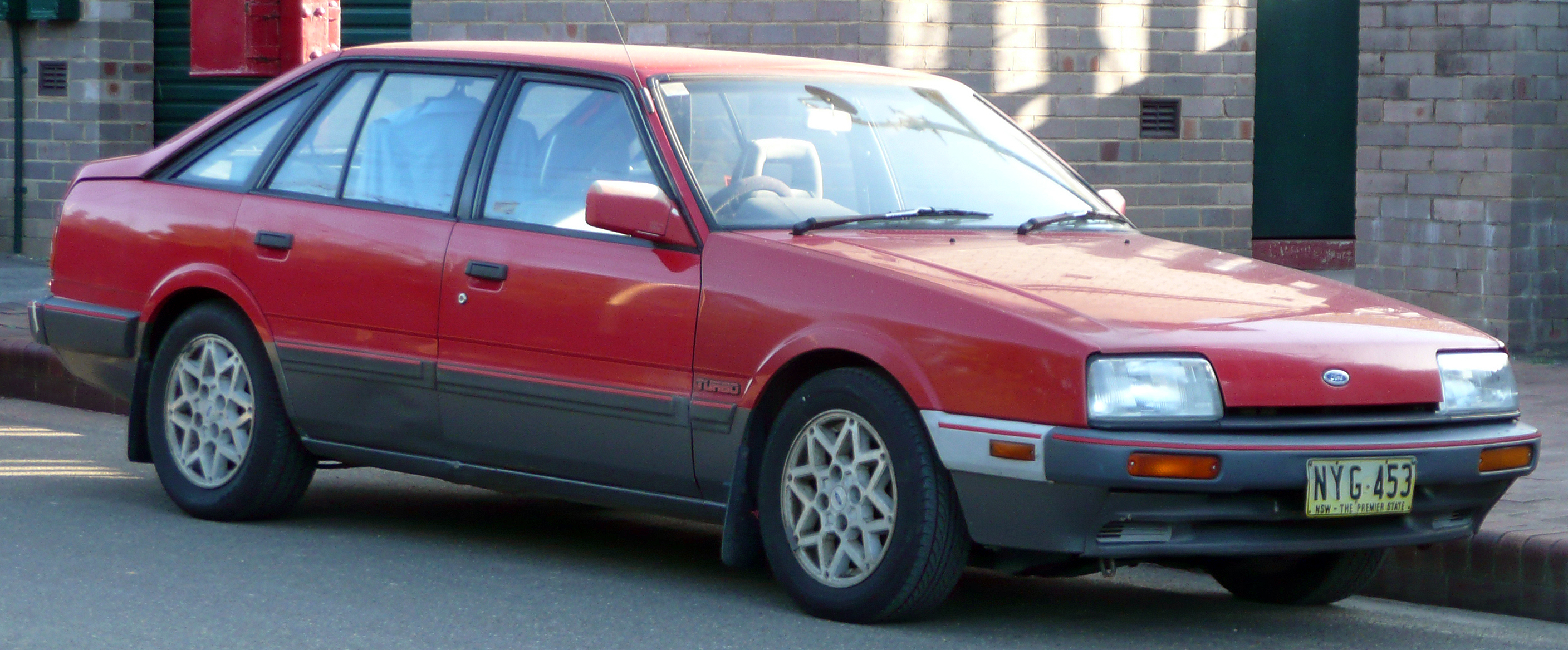
第一代福特Telstar AS型系TX5 Turbo五門斜背車後期車頭(澳洲樣式)

### 第二代AT/AV型系（1987年-1992年）
1987年5月第二代Telstar在日本及東南亞地區上市，並於同年10月正式在大洋洲地區銷售，採用馬自達GD/GV平臺，車款上除了維持上一代的四門轎車及五門斜背車TX5之外，還特別加入了五門旅行車/廂型車供消費者選擇，繼續沿續上一代GC型系的全時4WD與FF系統。此代車型更衍生出雙門轎跑車福特Probe，其機械結構與車身底盤也衍生自此代車款。
動力心臟為1.6L直列四缸SOHC F6型引擎、1.8L直列四缸SOHC F8型引擎、2.0L直列四缸SOHCFE型引擎、2.0L直列四缸DOHCFET型渦輪增壓引擎及、2.2L直列四缸SOHC F2型引擎以及2.2L直列四缸SOHC F2T日型引擎，共同搭配的變速箱則有三速/四速自動排檔、五速手動排檔三種供消費者選擇。1990年進行小改款，修改車頭水箱罩及車尾造型，並生產至1991年為止。
臺灣市場方面，福特六和汽車於1988年5月即在臺灣組裝第二代Telstar，繼續以「天王星」為名正式在臺灣銷售，並請來知名影星林青霞擔任代言人拍攝電視及平面廣告，打響其名號。而在臺灣國產化的動力版本則搭配1.8及2.0升直列四缸SOHC引擎，引擎供油系統也有分化油器以及噴射，車型共分成GL/GL-X/Ghia三個等級，並擁有四門轎車與五門斜背車TX5兩種車款，共同搭配的變速箱則有三速/四速自動排檔、五速手動排檔三種供消費者選擇。此車系和上一代車系一樣在臺灣銷售成績頗佳，並繼續攻佔臺灣計程車及警用車輛市場。1991年進行小改款，還有紀念版CAMEO標配真皮方向盤、鋁圈、原廠尾翼，修改車頭水箱罩及車尾造型，並生產至1992年為止。

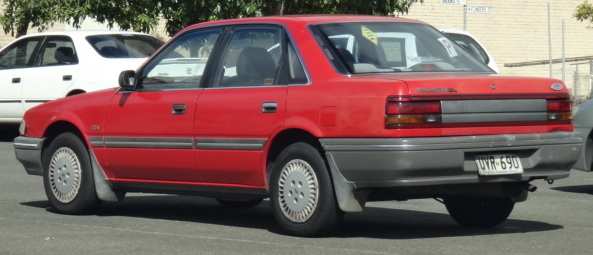
第二代福特Telstar AT型系GL四門轎車型前期車尾(澳洲樣式)
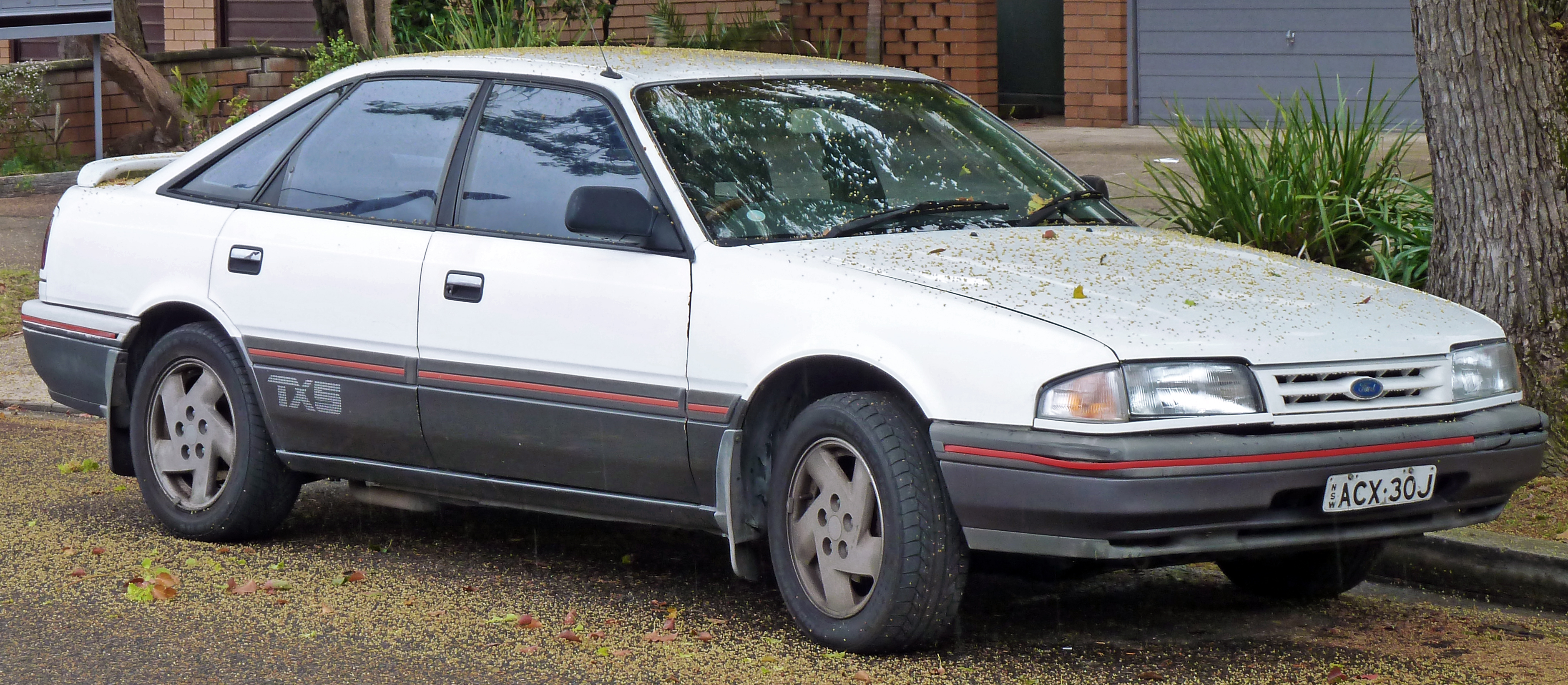
第二代福特Telstar AT型系TX5 Turbo五門斜背車前期車頭(澳洲樣式)
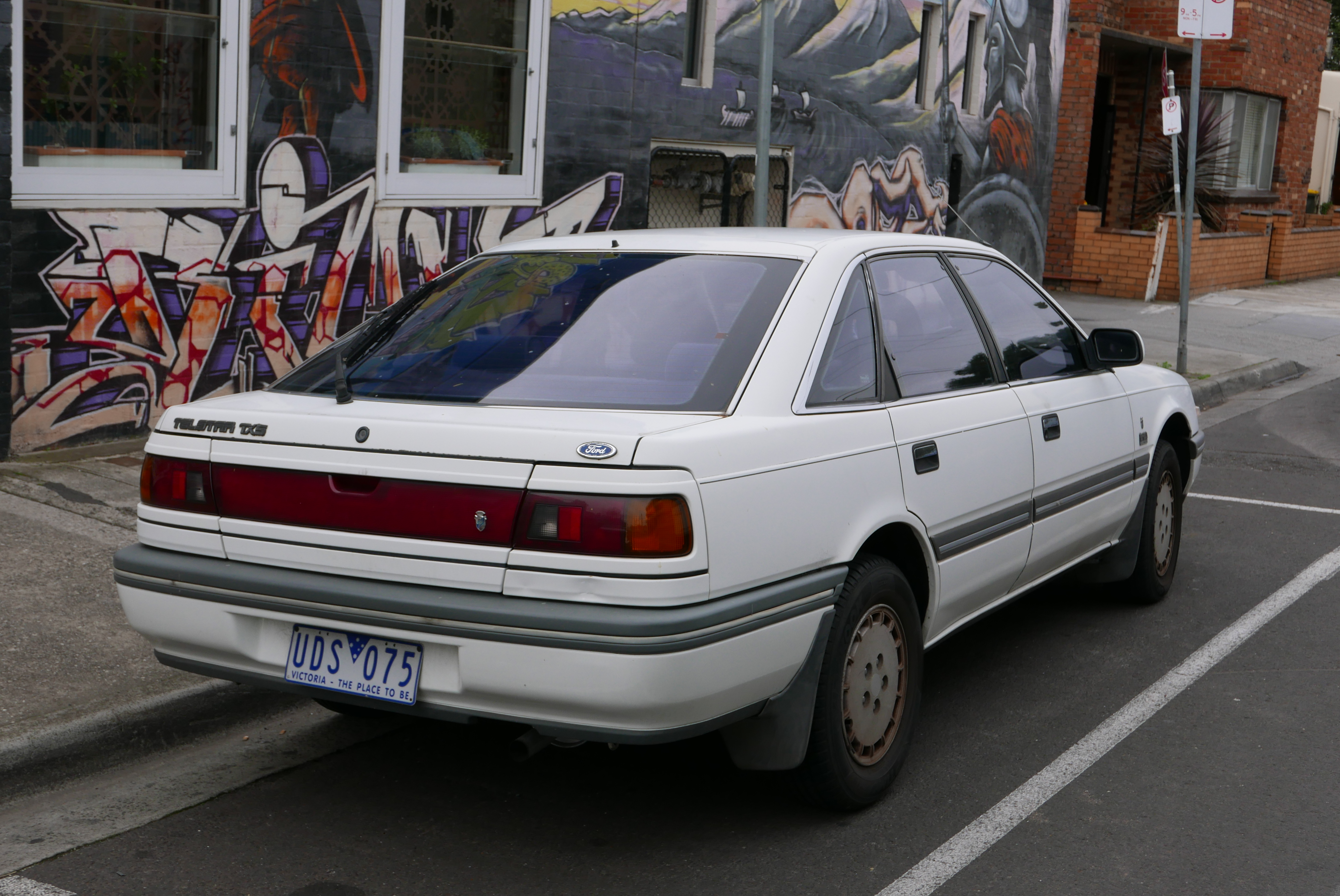
第二代福特Telstar AT型系TX5 Ghia五門斜背車前期車尾(澳洲樣式)
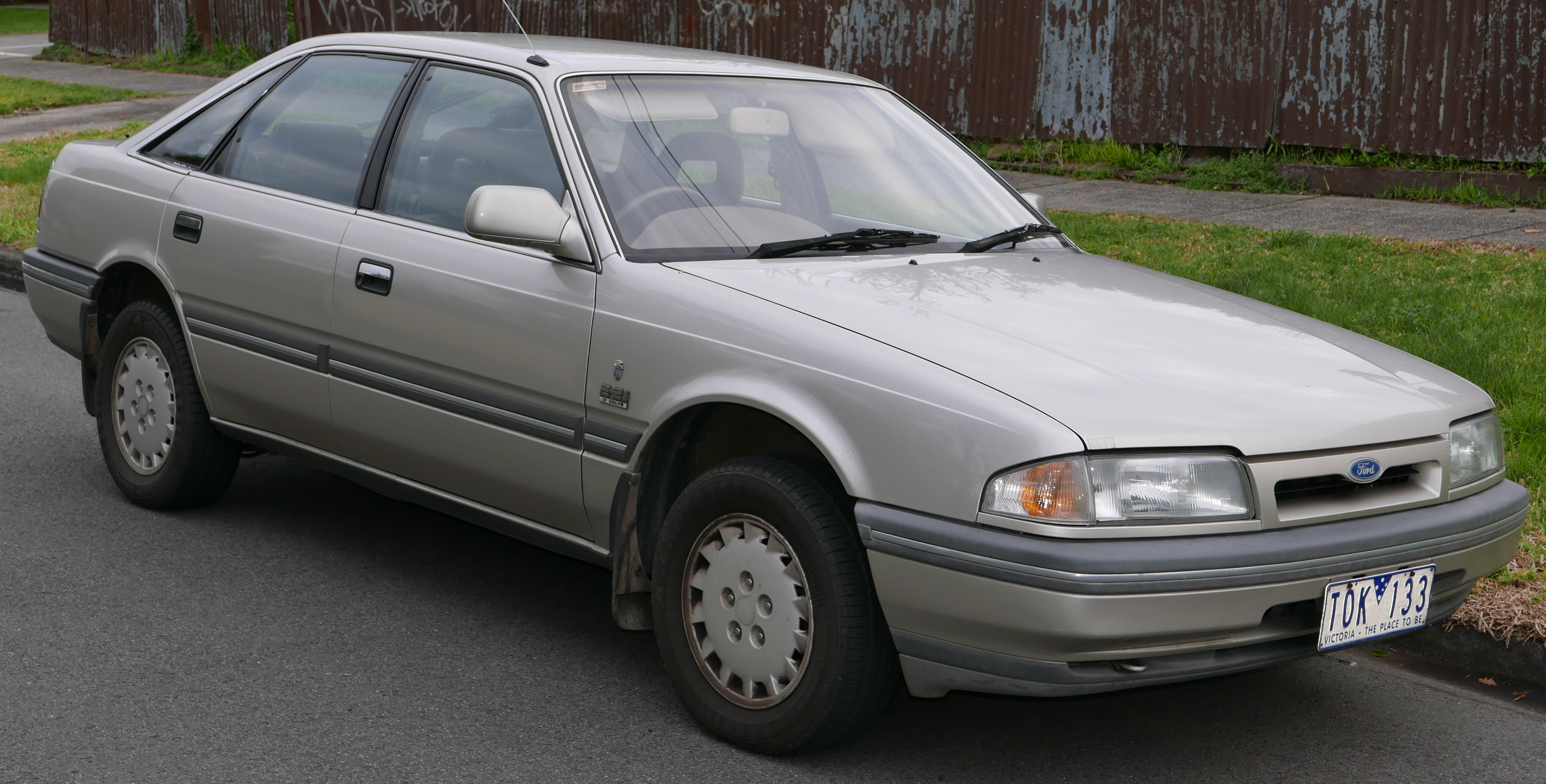
第二代福特Telstar AV型系TX5 Ghia五門斜背車後期車頭(澳洲樣式)
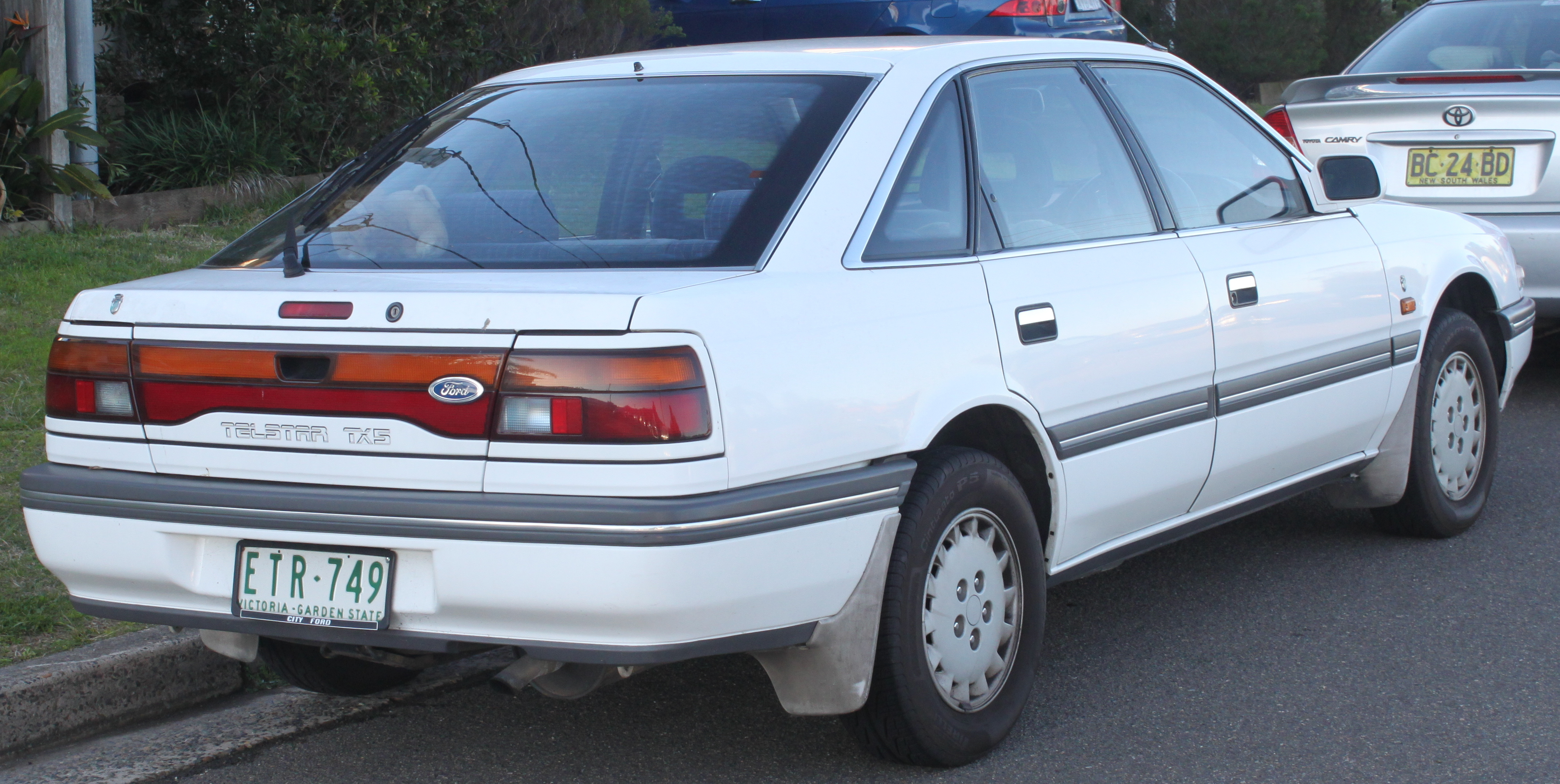
第二代福特Telstar AV型系TX5 Ghia五門斜背車後期車尾(澳洲樣式)
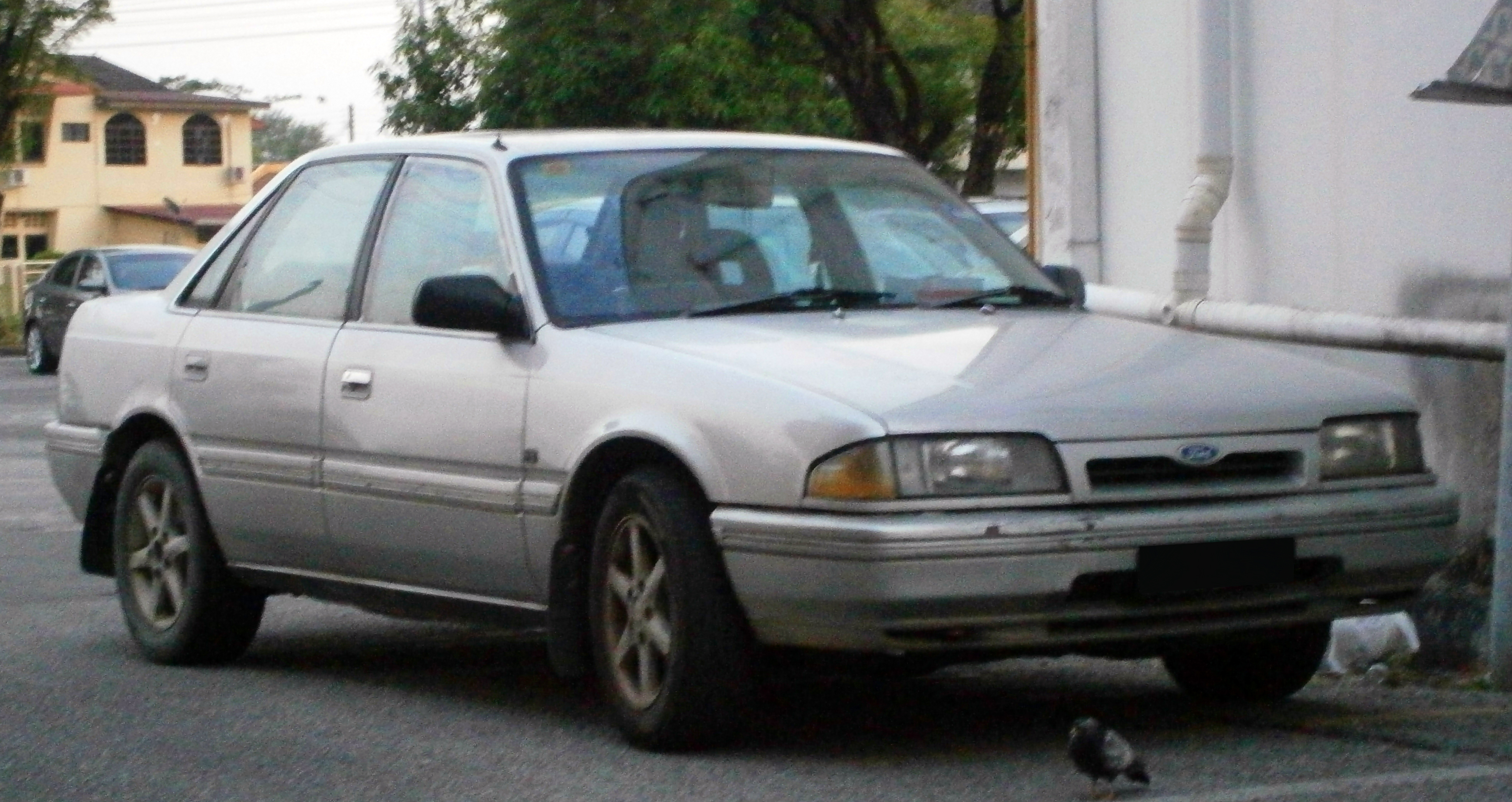
第二代福特Telstar AY型系四門轎車型後期車尾(馬來西亞樣式)
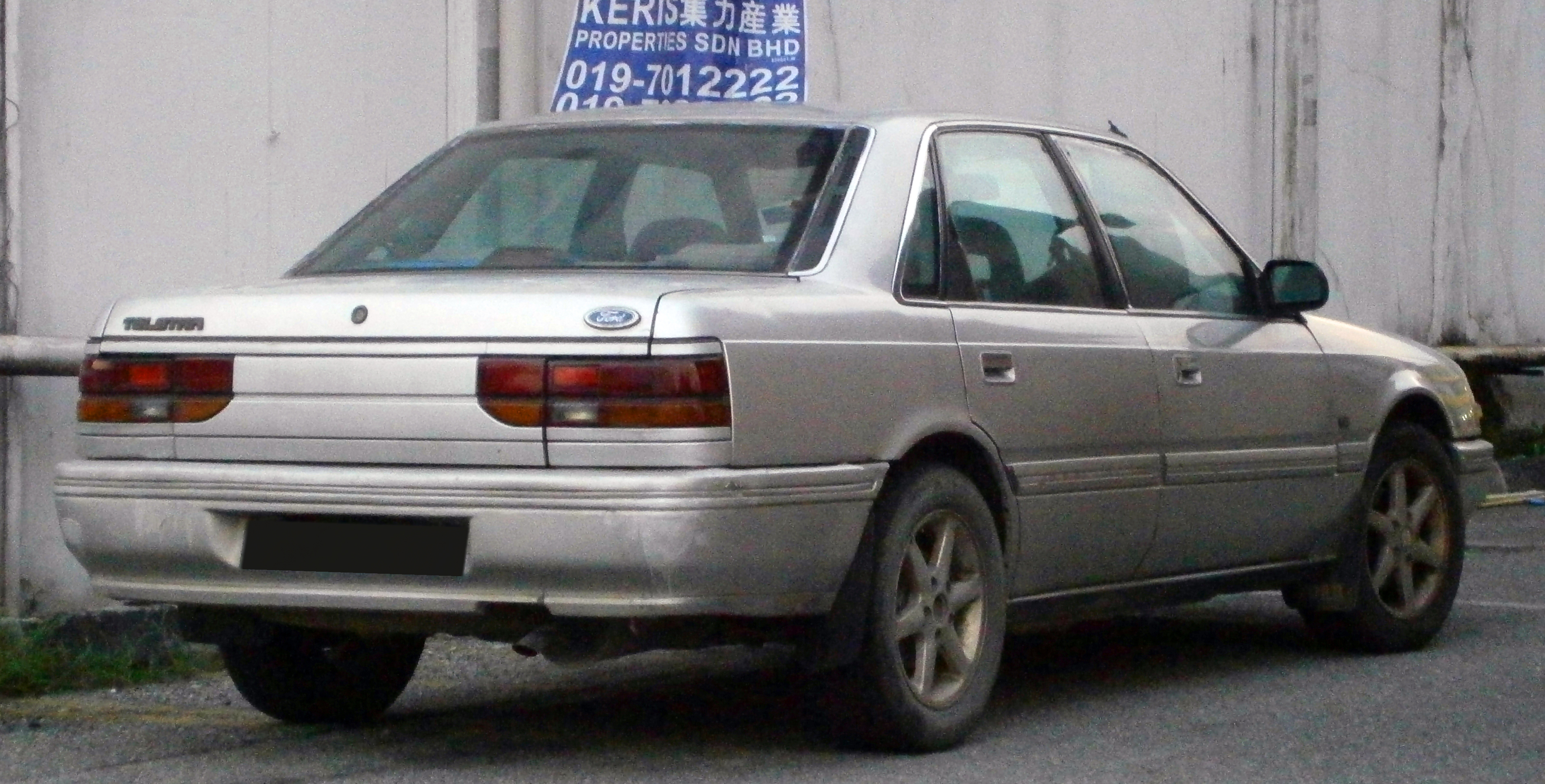
第二代福特Telstar AY型系四門轎車型後期車尾(馬來西亞樣式)

### 第三代AX/AY型系 (1991年–1997年)
1991年10月第三代Telstar在日本及東南亞地區上市，並於1992年正式在大洋洲及南非地區銷售，採用馬自達GE平臺，車體本身以馬自達Cronos為藍本，由福特亞太研發中心負責重新設計車身外觀，日本市場並繼續交由馬自達代工生產，銷售通路渠道為福特的Autorama經銷商體系。
動力心臟1.8L V型六缸DOHC K8-ZE型引擎、2.0L V型六缸DOHC KF-ZE型引擎、2.5L V型六缸KL-ZE型引擎、2.0L直列四缸DOHCFS-DE型引擎及2.0L直列四缸RFT型柴油引擎；共同搭配的變速箱則有四速自動排檔及五速手動排檔兩種供消費者選擇。車型共分成GL/LX/GLX/Ghia/GT五個等級，車款方面有四門轎車及五門斜背車TX5（原型車為Ẽfini MS-6）兩種。1994年1月進行小改款，將四門轎車的車頭水箱罩改為橫條式，而四門轎車、五門斜背車TX5的尾燈造型則改為浪紋式，並配備駕駛座安全氣囊。此代車型在日本於1994年8月Telstar II推出後即生產至1995年12月為止，而東南亞及大洋洲、南非地區則生產至1997年為止，其後由第一代福特Mondeo取代。
臺灣市場方面，福特六和汽車於1992年11月即在臺灣組裝第三代Telstar，繼續以「天王星」為名正式在臺灣銷售，並打出「高級車新文明」的高雅形象。而在臺灣國產化的動力版本則搭配1.8及2.0升及2.5升V型六缸DOHC引擎，車型共分成LX/GLX/Ghia三個等級，並擁有四門轎車與五門斜背車TX5兩種車款，共同搭配的變速箱則有四速自動排檔、五速手動排檔兩種供消費者選擇。此代車系與前兩代車系一樣在臺灣銷售成績頗佳，除繼續攻佔臺灣計程車及警用車輛市場外，同時並攻佔臺灣軍方用車市場。1994年12月進行第一次小改款，取消2.5升V型六缸DOHC引擎，修改四門轎車的車頭水箱罩及四門轎車、五門斜背車TX5的尾燈造型，並配備駕駛座安全氣囊。1996年10月進行第二次小改款，將四門轎車的水箱罩自橫條式改為鍍鉻直瀑式，而四門轎車、五門斜背車TX5的車尾造型自紅黃雙色改為紅白雙色樣式。直至1997年8月福特六和汽車將第一代Mondeo小改款版本正式在臺灣組裝國產化後即停止生產，使得第三代Telstar在臺灣日系國產中型房車市場銷售5年的傳奇正式畫下句點。

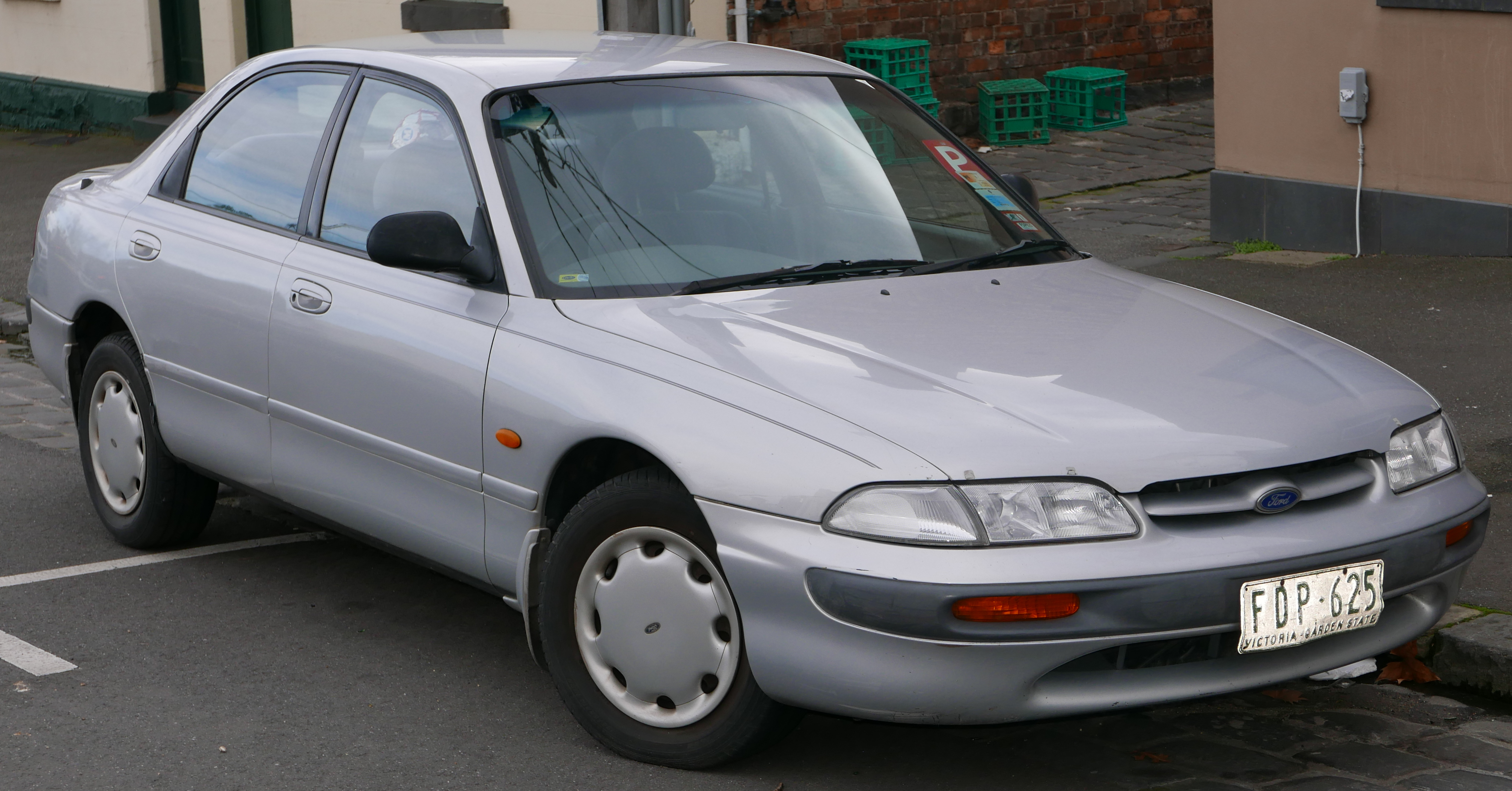
第三代福特Telstar AX型系GLX四門轎車型前期車頭(澳洲樣式)
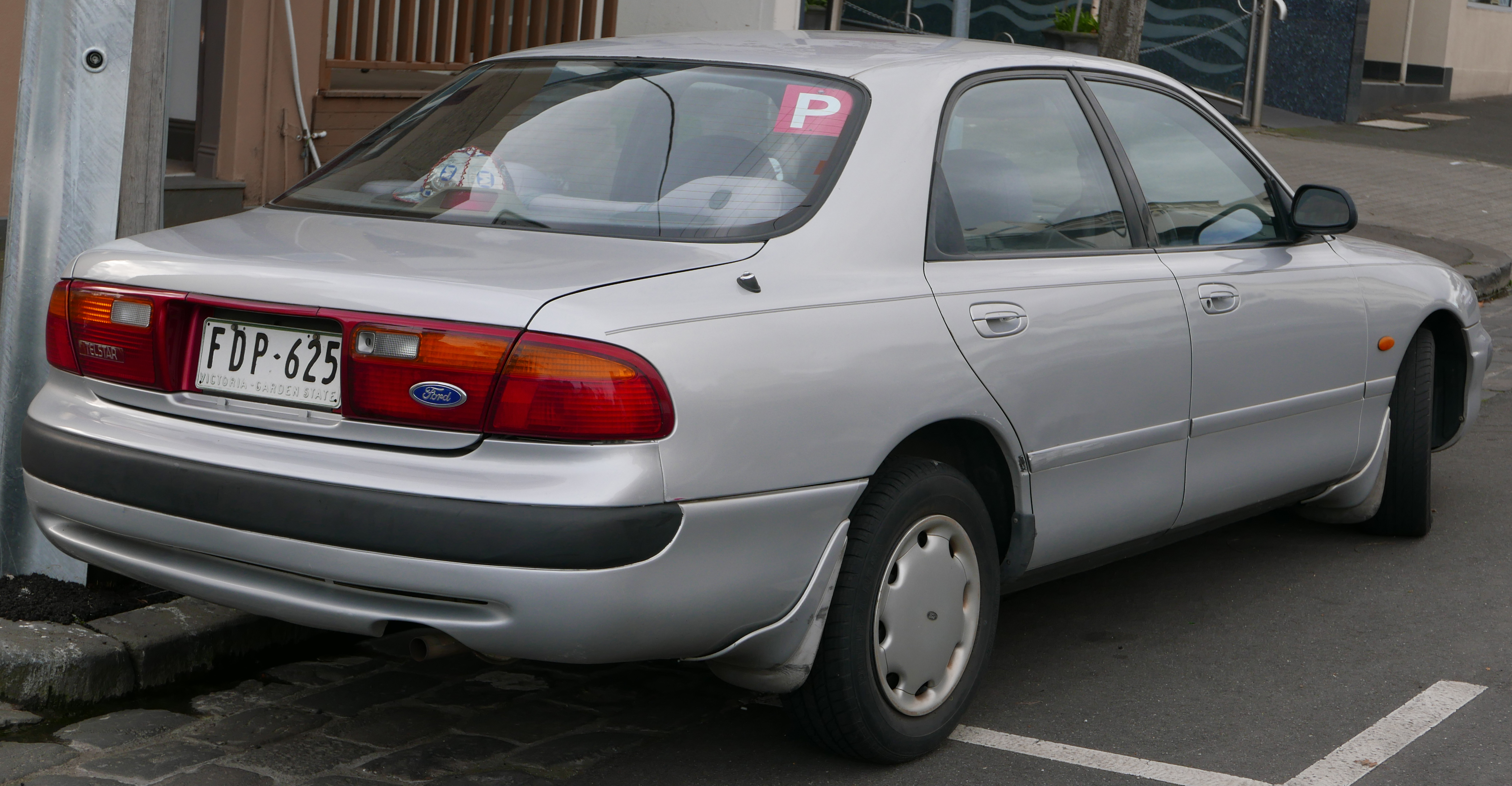
第三代福特Telstar AX型系GLX四門轎車型前期車尾(澳洲樣式)
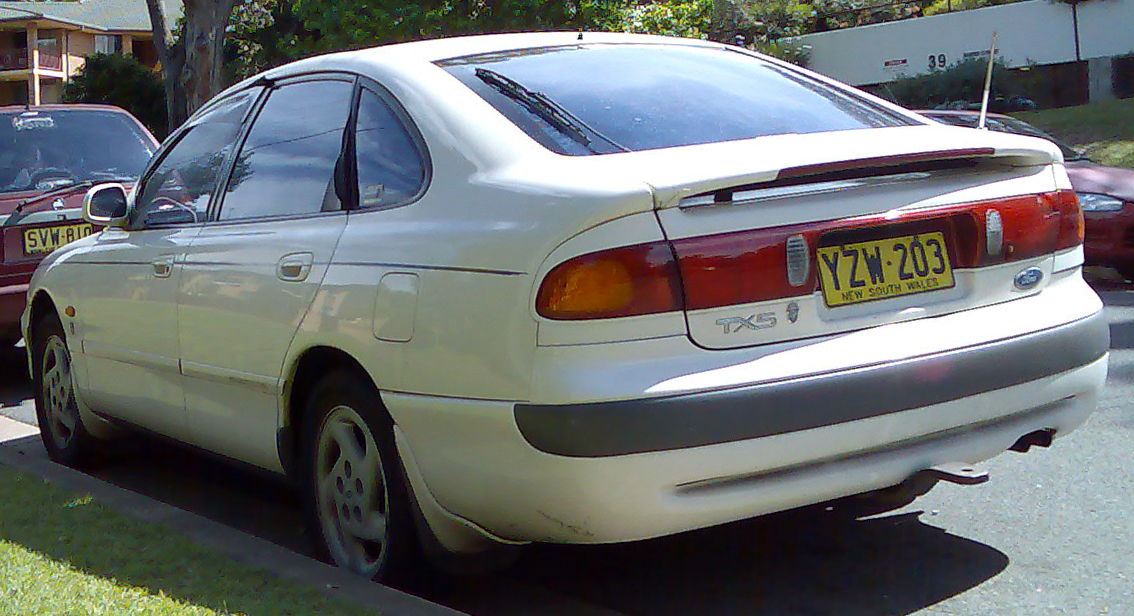
第三代福特Telstar AX型系TX5 Ghia五門斜背車前期車尾(澳洲樣式)
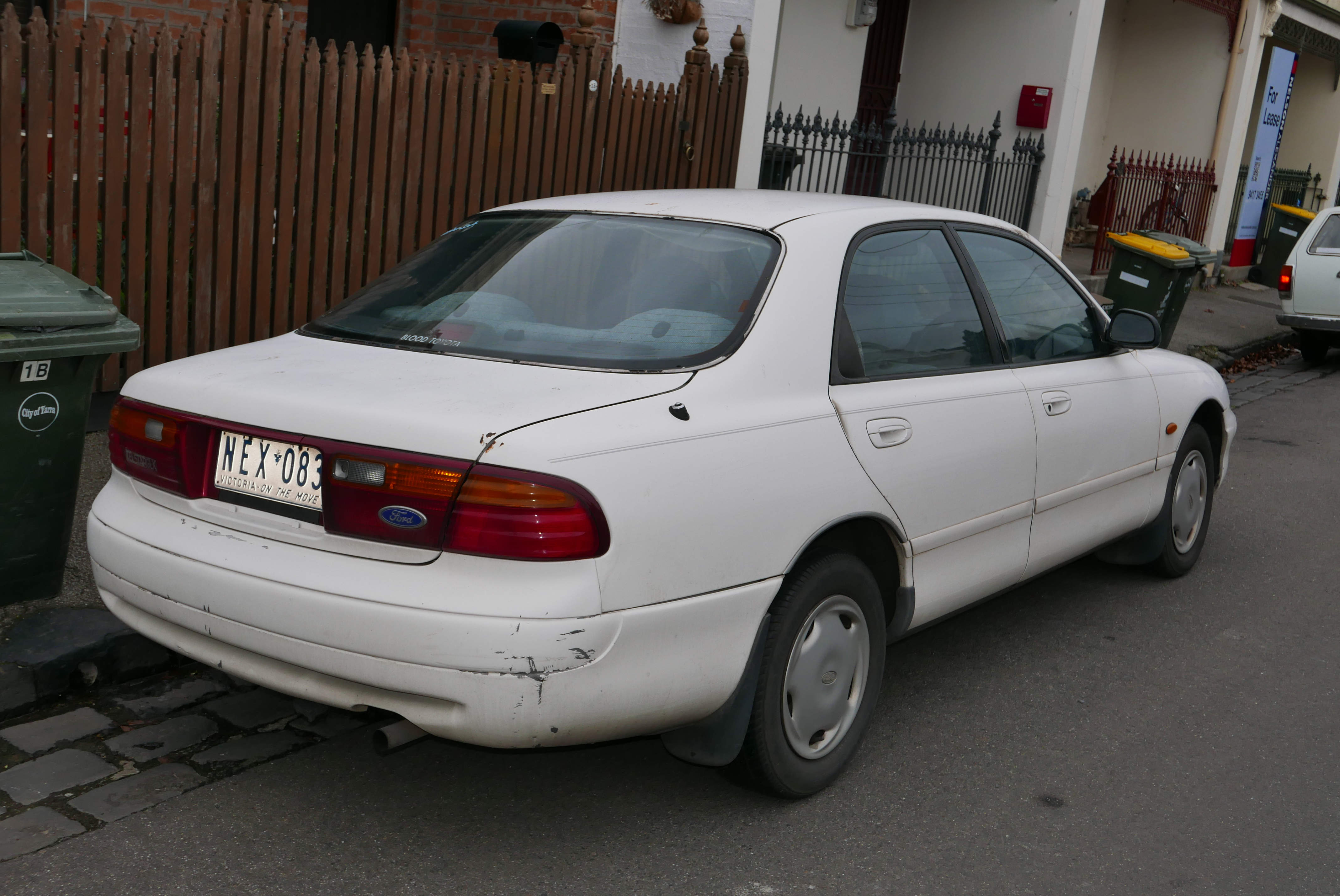
第三代福特Telstar AY型系GLX四門轎車型後期車尾(澳洲樣式)
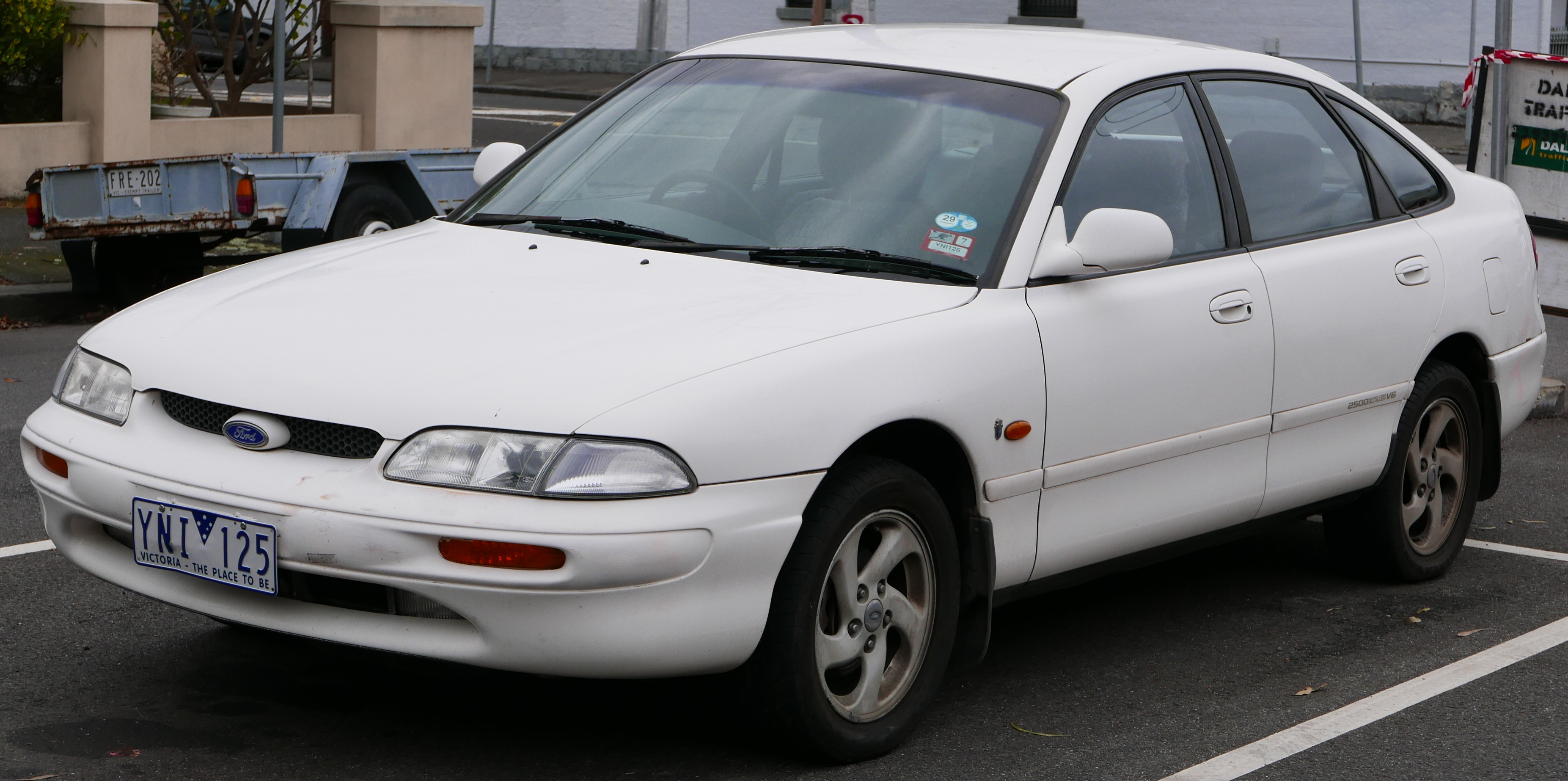
第三代福特Telstar AY型系TX5 Ghia五門斜背車後期車頭(澳洲樣式)
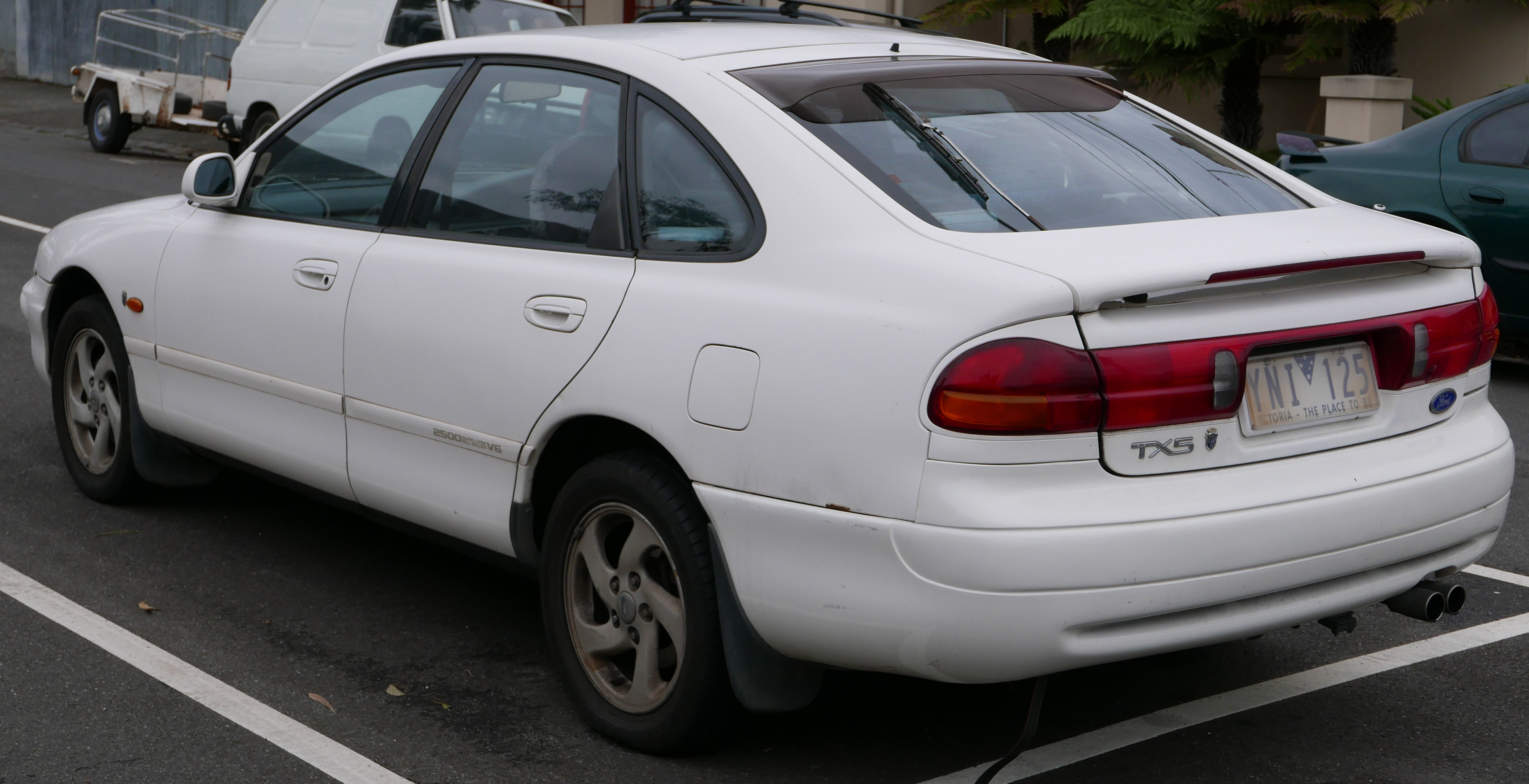
第三代福特Telstar AY型系TX5 Ghia五門斜背車後期車尾(澳洲樣式)

### 第四代Telstar II（1994年-1997年）
詳情參見第六代馬自達626
以實際情況而言，福特Telstar在日本以外的市場只到第三代AX/AY型系就停止生產銷售，因為第四代Telstar II跟第六代馬自達626/Capella全車只差在廠徽銘牌不同，且限於日本市場販售而已。這一代車身設定為四門轎車及五門旅行車，動力區分為1.8L SOHC直列四缸B3-ME型與2.0L SOHC直列四缸B5-ME型兩種，變速系統則為五速手排、四速自排兩種。直到1997年第七代馬自達626及第五代福特Telstar推出後，此代車型才正式停產。

### 第五代（1997年-2001年）
詳情參見第七代馬自達626
1997年8月進行大改款，車名恢復為Telstar，兄弟車Probe也中止生產。而此代車型和第七代馬自達626/Capella全車只差在廠徽銘牌不同，在日本市場銷售的時間很短，只有生產到2001年為止，其後由第二代福特Mondeo取代之為止，同時日本福特宣佈在此代車型後停止與馬自達的代工生產關係。四門轎車使用經過改良的GF平台，而五門旅行車型則使用輕度修改的GW平台，其軸距比GF平台長60mm，且此車型配有2.5L V型六缸DOHC KL-G4型引擎，點火系統更換成福特EDIS電子點火系統（Electronic Distributorless Ignition System之縮寫）。
值得注意的是，此代車款搭載的2.0L直列四缸DOHC FS型引擎，具有「稀釋燃燒」技術，馬力輸出共分170ps與140ps兩種。「稀釋燃燒」（（日語）ダイリューテッドバーン，即diluted burn）的特點在於將油氣混合燃燒後的氣體再度循環導入進氣程序，以提升燃油效率、降低油耗。1.8L直列四缸FP型引擎的馬力為125ps，另有V型六缸DOHC KL型引擎可供選擇，最高馬力達200ps。